# Мищишин, Александр Иванович
Александр Иванович Мищишин (4 апреля 1974) — белорусский футболист, защитник.

## Биография
Дебютировал во взрослом футболе в первом сезоне независимого чемпионата Белоруссии, в 1992 году в составе минского «Торпедо». Всего в этом клубе провёл четыре сезона, однако команда была середняком чемпионата. Летом 1995 года перешёл в один из сильнейших клубов страны — минское «Динамо». За динамовцев провёл четыре неполных сезона, за это время становился чемпионом (1995, 1997) и серебряным призёром (1996) чемпионата страны, финалистом Кубка Белоруссии (1996, 1998). Принимал участие в матчах еврокубков, в одном из них отличился голом в ворота ирландского «Богемиана». В начале 1999 года был на просмотре в российском «Уралане». С 1999 года в течение двух с половиной лет играл за «Шахтёр» (Солигорск), однако в этот период команда не добивалась серьёзных успехов, трижды занимая пятые места в чемпионате.
Летом 2001 года перешёл в казахстанский клуб «Иртыш» (Павлодар). Дебютный матч в чемпионате Казахстана сыграл 16 августа 2001 года против «Елимая», заменив на 66-й минуте Сергея Коноваленко. Свой первый гол за клуб забил тремя днями спустя, 19 августа в ворота «Востока» (1:0), однако результат матча позже был аннулирован. Всего за полсезона в «Иртыше» сыграл 16 матчей (2 гола) в чемпионате страны и две игры в Кубке Казахстана.
После возвращения на родину снова стал играть за солигорский «Шахтёр», однако провёл только один матч за основной состав и некоторое время играл в дубле. В начале 2003 года был на просмотре в казахстанском клубе «Батыс» (Уральск), но безуспешно, после чего в 28-летнем возрасте завершил профессиональную карьеру.
Всего в высшей лиге Белоруссии сыграл 199 матчей, голов не забивал.
Выступал за молодёжную сборную Белоруссии. Сыграл один неофициальный матч за сборную клубов Белоруссии 26 февраля 2002 года против сборной Азербайджана.